# Itterbium
Az itterbium a periódusos rendszer egyik kémiai eleme. Vegyjele Yb, rendszáma 70. Az elem lágy, ezüstös színű fémes megjelenésű anyag, mely a ritkaföldfémek közül a Lantanoidák csoportjába tartozik. Természetes állapotában a gadolinit, a monacit és a xenotim ásványokban fordul elő. A természetes itterbium hét stabil izotóp keveréke. A mesterségesen előállított 169Yb izotópot gammasugár-forrásként használják.

## Jellemzői
Az itterbium lágy, képlékeny, könnyen formálható elem, mely ezüstösen csillog. Ritkaföldfém, ezért az ásványi savak könnyen megtámadják és oldják, vízzel lassan lép reakcióba, a levegőn oxidálódik.
Az itterbiumnak három allotrop módosulata létezik, melyeket rendre alfa, béta és gamma allotrópnak neveznek, és melyeknek fázisátalakulása −13 °C-nál és 795 °C-nál következik be. A béta módosulat szobahőmérsékleten létezik és felületen középpontos kristályszerkezetű, míg a magas hőmérsékleten létező gamma módosulat térben középpontos kristályszerkezetű.
Normál állapotban a béta módosulat fémesen vezető tulajdonságot mutat, ám 16 000 bar nyomás környékén félvezető tulajdonságú lesz. Elektromos ellenállása tízszer nagyobb 39 000 bar nyomáson, ám ez az ellenállás 40 000 bar nyomáson a szobahőmérsékletű ellenállás 10%-ára esik. Más ritkaföldfémektől eltérően, melyek alacsony hőmérsékleten antiferromágneses és/vagy ferromágneses tulajdonságokat mutatnak, az itterbium 1 K felett paramágneses tulajdonságú.
824 °C-os olvadáspontjával és 1196 °C-os forráspontjával az összes fém közül az itterbiumnak legszűkebb a folyadékállapoti hőmérséklet-tartománya.

## Története
Az itterbiumot Jean Charles Galissard de Marignac svájci vegyész fedezte fel 1878-ban. Marignac egy új fajta anyagot fedezett fel az akkor erbia néven nevezett földben, és ezt az új anyagot itterbiumnak nevezte el arról a faluról ahol az anyagot találta. Marignac gyanította, hogy az újonnan felfedezett anyag egy új elemet takar.
1907-ben egy francia vegyész, Georges Urbain Marignac itterbiumát két összetevőre választotta szét: neoitterbiumra és luteciára. A neoitterbiumot később itterbium néven ismerte meg a világ, míg a luteciából a lutécium elem lett. Ugyanebben az időben tőle függetlenül Auer von Welsbach is szétválasztotta ezeket az elemeket, de aldebaraniumnak és cassiopeiumnak nevezte el őket.
Az itterbium kémiai és fizikai jellemzőit csak 1953-ban sikerült meghatározni, amikor sikerült csaknem tiszta itterbiumot előállítani. Az elem ára 1953 és 1998 között viszonylag stabil, 1000 dollár/kg körüli volt.

## Előfordulása

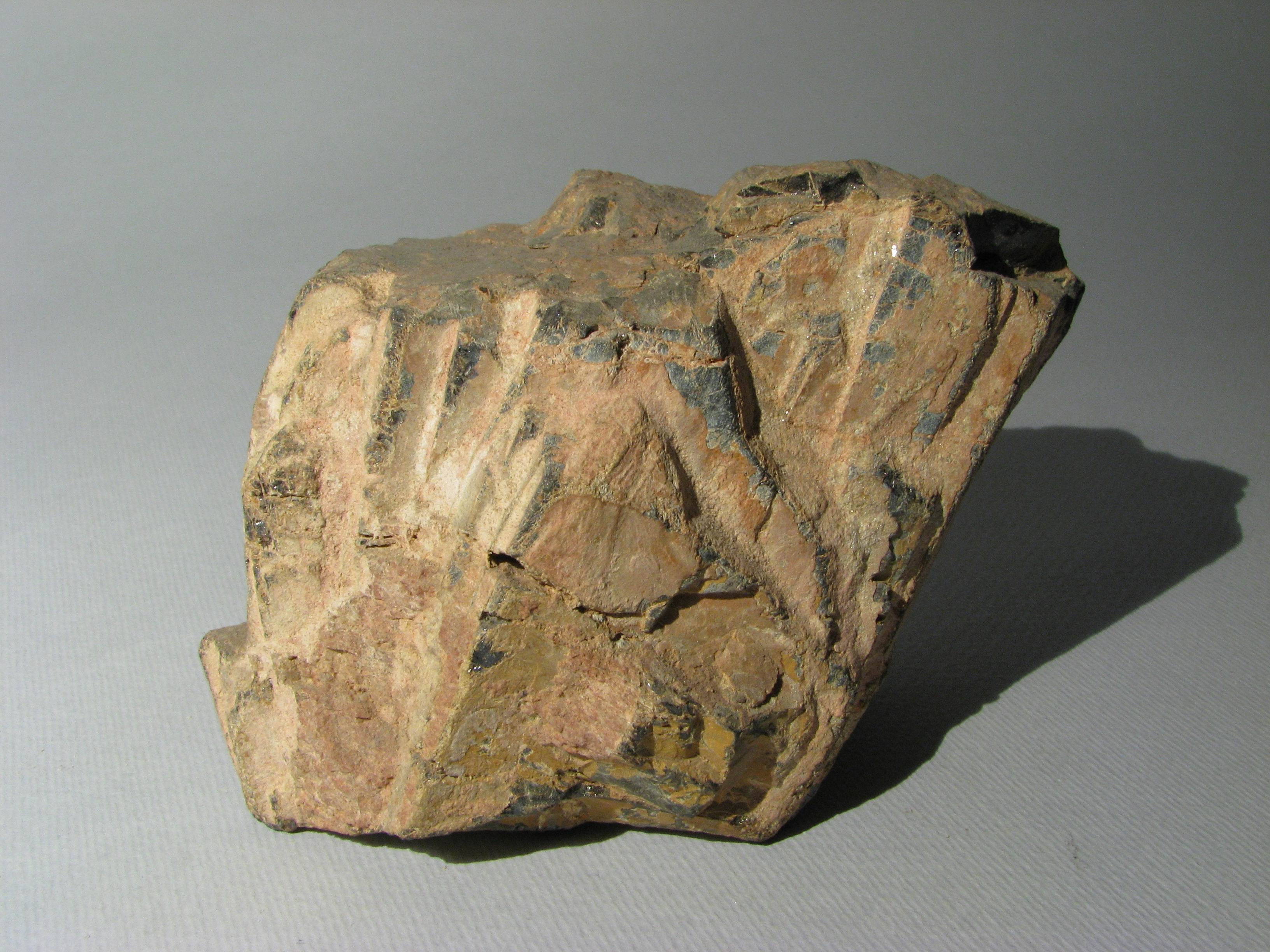
Eucenit

Az itterbium, más ritkafödfémekkel együtt ritka ásványokban fordul elő. Leggazdaságosabban és leggyakrabban a monacit homokból nyerik ki (0,03% itterbium). Az elem megtalálható még az euxenitben és a xenotimben. Főbb előfordulási helyei: Kína, Egyesült Államok, Brazília, India, Srí Lanka és Ausztrália. A világ itterbium készleteit egymillió tonnára becsülik. Előfordulása a földkéregben körülbelül 3 mg/kg.